# Хасан Туфан
Хасан Туфан (тат. Хәсән Туфан, справжнє ім'я Хисбулла Фахриійович Гульзізін-Хазратов-Кусінов; 9 грудня 1900 — 10 червня 1981) — татарський поет і письменник, народний діяч, лауреат Державної премії Татарстану імені Габдулли Тукая (1966).

## Життєпис
Хасан Туфан народився 9 грудня 1900 року в селі Ст. Киреметь нині Аксубаєвського району Республіки Татарстан в родині селянина. Читати і писати він навчився у батька, потім навчався в сільській школі. У 1914 році брати взяли Хасана з собою на Урал, тут він працював старателем на мідних копальнях.
Визначальне значення для його освіти стало його навчання в одному з передових мусульманських навчальних закладів — Уфимському медресе «Галія». Тут він відвідував музично-літературний гурток шакирда медресе, молодого поета Шайхзада Бабича. З початку 1915 року його вчителем літератури був відомий письменник Галімджан Ібрагімов. В медресе він також знайомиться з Сагіт Рамієвим, Мажит Гафурі, Сагитом Сунчалеєм.
У 1918—1928 роках Хасан Туфан викладав у школах Сибіру, Уралу, Казані, в 1928—1930 роках подорожував республіками Закавказзя і Середньої Азії.
У 1930—1934 роках Хасан Туфан був редактором Татарського радіокомітету. Пізніше він став відповідальним секретарем журналу «Рада әдәбияты» (Радянська література, нині «Казан утлары»).
У 1940 році Хасан Туфан був репресований. У 1956 році після реабілітації поет повернувся до Казані.
Помер 10 червня 1981 року в Казані. Похований на Татарській кладовищі в Казані.

## Творчість
Друкуватися Хасан Туфан починає з 1924 року. Вже через кілька років про нього говорили і читачі, і критики, і літературна громадськість. Хасан Туфан одним з перших підняв тему робітничого класу, його праці й боротьби в татарської поезії. У 1920—1930 рр. він пише лірико-епічні поеми, що увійшли до золотого фонду татарської поезії («Уральські ескізи», «Між двох епох», «Бибієви» тощо).
З середини 1930-х років Хасан Туфан переходить від епосу до лірики. Багато ліричних віршів стали популярними піснями. У 1950-1960-х роках він створює цілий ряд творів, які мають право вважатися перлинами татарської поезії. У творчості поета останнього часу простежується поглиблення соціального аналізу, значущість і активність піднятих проблем, напруженість думки.

### Книги
- Избранное: Стихи и поэмы: Пер. с татар. — М.: Сов. Россия, 1987. — 192 с.
- Лирика: Пер. с татар./ Вступ. ст. Р. Мустафина. — Казань: Татар. кн. изд-во, 1984. — 384 с.
- Фиалка: Стихи разных лет: Пер. с татар./ Вступ. ст. Ф. Хариса. — М.: Современник, 1984. — 112 с.